# ライレー

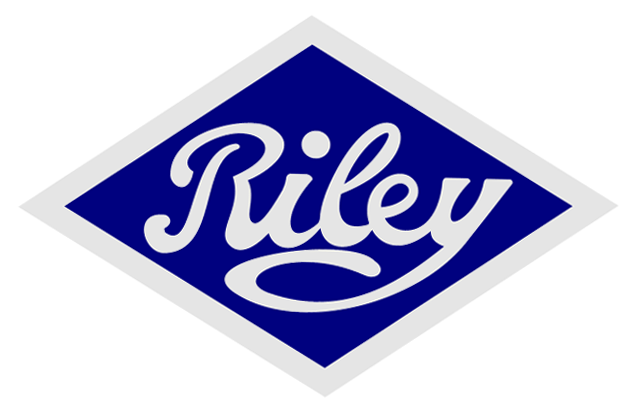
ロゴマーク

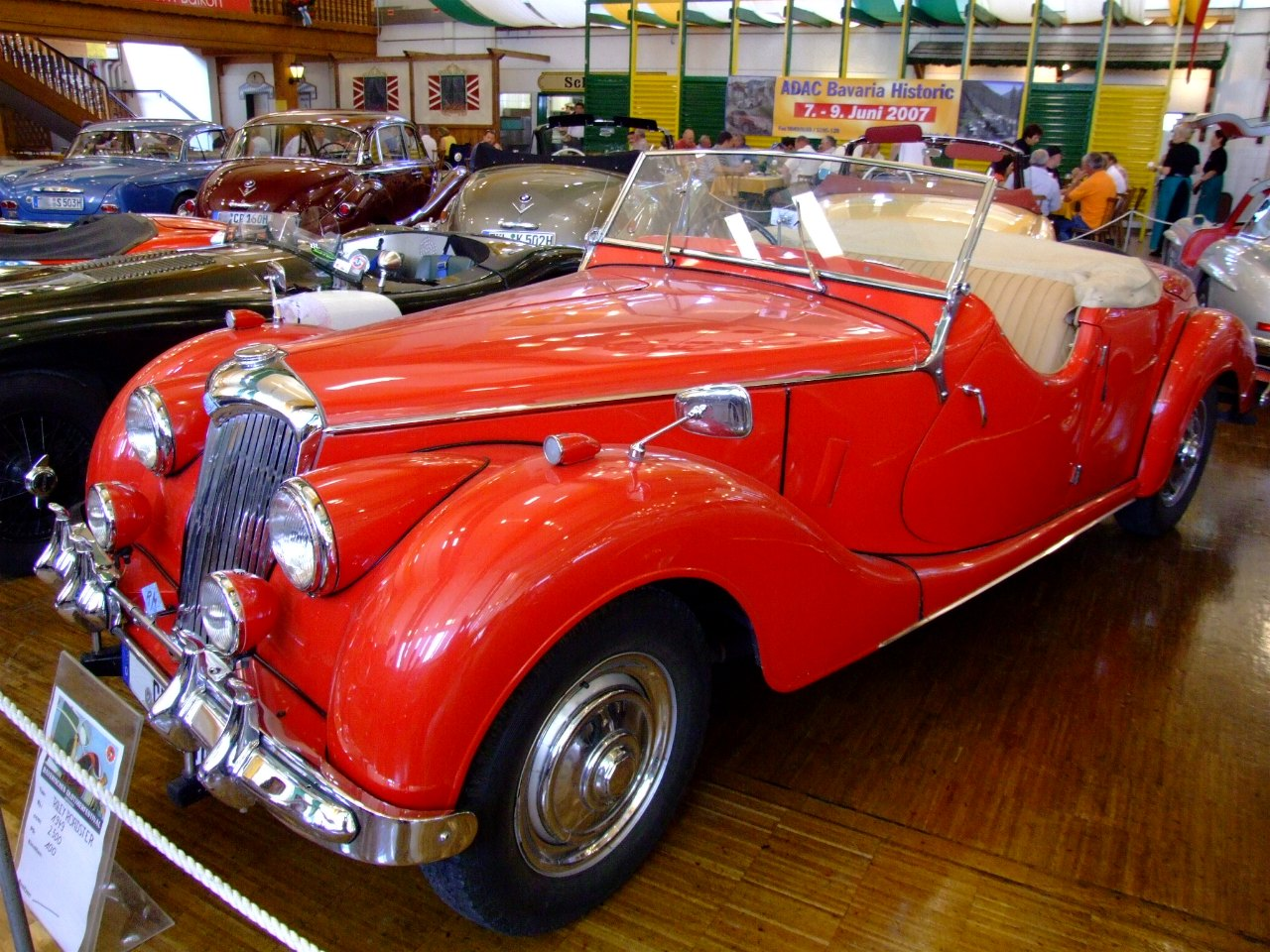
RMCロードスター（1948-1951年）

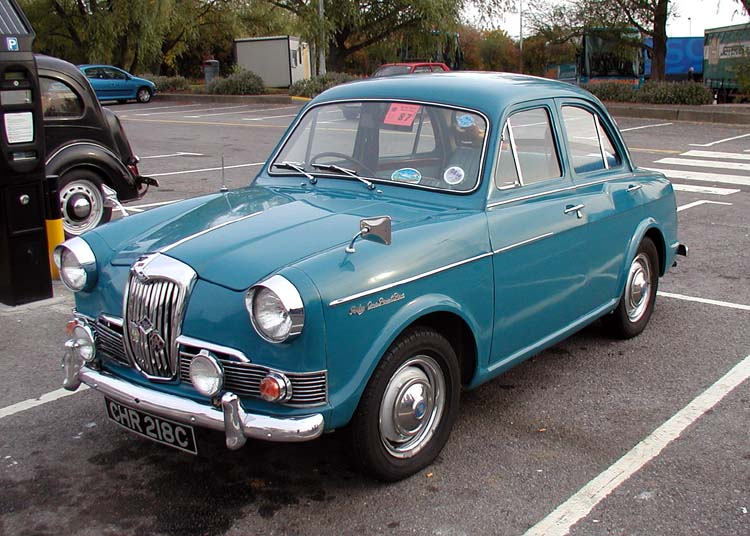
ライレー1.5サルーン（1965年）

ライレー（Riley）は 英国の自動車製造メーカー及びそのブランドである。
起源はライレー家が1890年に自転車メーカーを買収し、社名変更して以来のものである。1900年代以降、ライレー家の4人の息子たちが自動車および自動車部品を製造する複数の会社を経営し、小型・中級の高性能車メーカーとして名声を得た。
しかしのち経営に行き詰まり、1938年に大手企業のナッフィールド （Nuffield Organisation ）傘下となる。その後BMCへの移行を経てブリティシュ・レイランド （British Leyland Motor Corporation ）の一ブランドとなった。今日そのブランドの商標権はBMWが所有しているが、この名称での自動車生産は1969年以降途絶えている。

## ライレー自転車会社
英国コヴェントリーで ボニック・サイクル・カンパニー（Bonnick Cycle Company ）として創業していた会社を1890年ウィリアム・ライレー・ジュニアが買収し、ライレー・サイクル・カンパニー（Riley Cycle Company ）と社名を変更。その後自転車のギアを製造していたスターミー・アーチャー（Sturmey Archer ）も買収し、自転車メーカーとしての規模を拡大していった。
機械好きだった息子のパーシー・ライレーは当時まだ10代だったが、遊び半分で出現したばかりの自動車を作り始める。パーシーが作り上げた最初の車は1898年、彼が僅か16歳の時、父親の許可が下りないために内緒で製作したもので、のちに英国自動車産業の町として有名になったコヴェントリーでも最初の自動車だった。
パーシーの製作する車両は1899年にはオートバイから、四輪自転車のプロトタイプにまで発展し、1900年には三輪自動車を販売するまでになった。ただしこの時点ではまだ本格的な自動車会社とはいえなかった。それでも自転車との関連性からオートバイ販売に手を広げるなど、ライレー一家の自動車業界への関わりは深まっていった。
1903年、パーシー・ライレーは同じコヴェントリーでライレー・エンジン・カンパニーを設立。当初はライレーのオートバイ用エンジンの製作を主としていたが、ほどなくして「ライトカー」と呼ばれる小型軽量級の四輪自動車の生産に移行した。V型ツイン搭載のツアラーのプロトタイプを1905年に製作し、この車が一般には最初のライレー製自動車と認定されている。エンジン・カンパニーは翌年拡張、一方1907年に自動車生産に集中することとなって、1911年に自転車生産は終了している。パーシーの道楽から始まった自動車開発が、ビジネスとして軌道に乗り始めたのである。
1912年、ライレー自転車会社はライレー（コヴェントリー）会社と社名を変更した。ウィリアム・ライレーは急速に発展している自動車産業でホイールサプライヤーとなることを決定。脱着容易なセンターノック式のワイヤーホイール開発に取り組んで市場で成功し、業界の先駆者となった。

## ライレー・モーター・マニュファクチャリング
1913年の初頭、パーシーは3人の兄（ビクター、スタンレー、アラン）と共に、ライトカーよりも更に本格的な自動車製造に乗り出す。ライレー・モーター・マニュファクチャリング・カンパニー（Riley Motor Manufacturing ）はパーシーのライレー・エンジン・カンパニーの近くに設立した。最初のモデルは「17/30」でロンドンモーターショーに出品されたが商業的には不成功であった。
次いで、スタンレー・ライレーがまた別の会社ネオ・エンジン・カンパニーを作り、彼自身の4気筒10hp（7.5kW）の自動車の生産をはじめる。ライレーは飛行機のエンジンも製造するようになり、第一次世界大戦ではすでに英国の主要な供給元となっていた。
戦争が終わったのちの1918年、ライレーの会社は再編される。ライレー・モーター・マニュファクチャリングはアラン・ライレーの下にミッドランド・モーター・ボディとなり、ライレーのボディ製造をおこなうコーチビルダーとなる。ライレー・エンジン・カンパニーは引き続きパーシーの元でエンジン・サプライヤーとして継続していた。
だが本業の自動車販売の面で適切なモデルを欠いていたことから、ライレー兄弟以外の技術者としてハリー・ラッシュが招聘され、量産向けで合理的な設計のニューモデル「イレブン」を開発。このモデルは堅実かつ丈夫な小型車でよく売れ、ライレーの経営を安定させることになった。
この頃、ライレーのエンブレムとして長く使われた『ブルー・ダイヤモンド』バッジがハリー・ラッシュにより作られている。当時の社是は『As old as the industry, as modern as the hour - 自動車業界の歴史とともに歩み、時間とともに歩む』

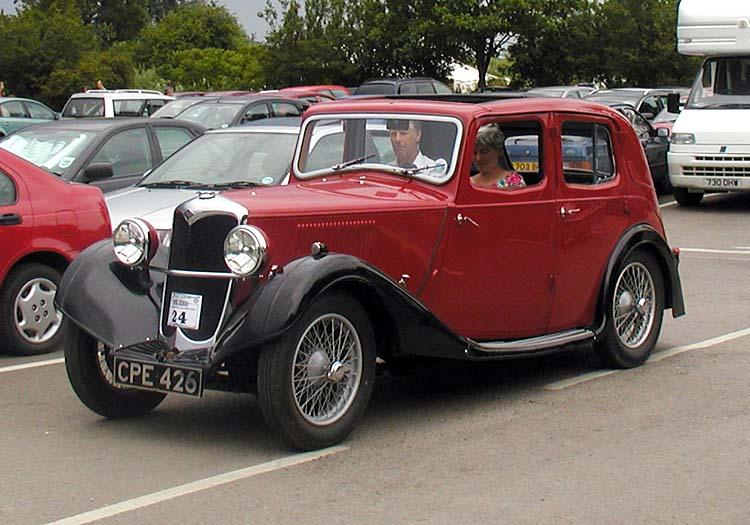
ナイン・ファルコン（1935年）

### 新型エンジンと成長
ライレーは1920年代から1930年代にかけて急速に成長する。パーシー・ライレーは1926年に新型車向けのエンジンとして、ハイカムシャフトのOHV方式だが、給排気弁それぞれに専用のカムを持つ独特のツインカムOHVエンジンを開発した。燃焼効率の良い半球型燃焼室(Hemispherical Combustion Chamber  ヘミヘッド)とクロスフロー給排気などのDOHCエンジンに近い機能が実現された。
この時代のSOHC・DOHCエンジンにおいては、カムシャフトの駆動について重量・騒音のかさむシャフトないしギア、または耐久性にリスクを抱える長大なチェーンのいずれかを用いねばならなかった。ツインハイカムシャフトOHVはこのカムシャフト駆動問題を、当時既に一般的なレイアウトであったOHVの応用で回避したものである。外見はDOHCエンジンに類似した吸排気2列のヘッドカバーを持ち、その後1957年までのライレー車に共通して使われるレイアウトになった。
ツインカムOHVは1930年代にかけてのライレー車のほとんどに搭載され、同時代の競合車と比べ卓越した高性能をライレー車にもたらした。最初にこのタイプのエンジンを搭載して1926年に発売された1100cc車「ナイン」は、低いシャーシとあいまって操縦性のよい小型高性能車で、1930年代中期まで長く生産され、ライレーの名声を高めた。
ライレー・エンジンでは4気筒、6気筒、8気筒エンジン（――すべて、贅沢なツインカムOHV方式である）を生産、ミッドランドでは1ダース以上のバリエーションがある多様なボディを生産していた。誇張ではなく、この時点でライレーのボディバリエーションは、以下のごとく多数に上った。
- サルーン: Adelphi, Deauville, Falcon, Kestrel, Mentone, Merlin, Monaco, Stelvio
- クーペ: Ascot, Lincock, Gamecock
- ツーリング: Alpine, Lynx
- スポーツ: Brooklands, Imp, MPH, Sprite
- リムジン: Edinburgh, Winchester

4気筒、6気筒の各モデルには顧客の好みで自在にボディを架装でき、保守的セダンからスポーティなレーシングボディまであらゆるものが揃っていた。上記の中でもサルーンボディの「ファルコン」「ケストレル」、スポーツ系の「ブルックランズ」「MPH」などは特に傑作と言えるレディメイドデザインである。
だが中規模のメーカーであるにもかかわらずこのように際限なくモデル数を増やしたことは、熟練工の人件費が比較的安かった当時のイギリスでも賢明な販売策とは言えず、1936年頃にはモデル増大の一方で、それら多彩なボディ相互で共通の部品はほとんどないという状況になり、生産コストは過大となっていた。

### 最高級車「オートヴィア」
このような厳しい状態にもかかわらず、ビクター・ライレーは新型の最高級車オートヴィア（Autovia ）を企画するという、見当外れの無謀な挑戦を試みた。大型のV8サルーンとリムジンであり、ロールス・ロイスの中型モデルである25/30hp系列と真っ向から競合するモデルだった。
ライレー（コヴェントリー）の子会社として同名の会社オートヴィアを設立し、オートヴィア車はそこで製作された。このために専属運転手の養成学校まで設立したが、高級車クラスに新規参入することは到底容易なことではなく、1938年のライレー経営破綻に伴ってわずか35台が製造されるにとどまった。

### レース
1920年代後半、ヒルクライムやル・マン24時間レースで活躍したワークス・チーム、プライベート・チームとしてライレー・ブルックランズがある。女性レーサー、カイ・ペトリーやドロシー・チャンプニーにレーシングモデルを提供した。このチームはパーシー・ライレーの手になる小排気量高回転の「ナイン」「トゥエルヴ」系列のツインカムエンジンを搭載し、何度もタイムを更新した。
ライレー製ツインカムエンジンのレースフィールドにおける戦闘力は第二次世界大戦後になっても侮りがたいもので、戦前型ライレーのエンジンをレースで用いたスターリング・モスもその高いポテンシャルを評価している。

### 新エンジン開発と提携の模索、経営破綻
レース界での華やかな戦績とは裏腹に、ライレーの経営は年々厳しくなっていた。中堅中級車メーカーという企業の位置づけと規模に比べ、ボディまで自社系列生産、かつ多品種少量生産を続けてきた非効率さが経営を悪化させた。
主力となるべきモデルの「ナイン」は税制によって1100ccという排気量束縛を受け、1930年代に入ると、オプション装備の追加に伴う重量増加にエンジン出力向上が追いつかず、性能低下に悩まされるようになっていた。そしてこの頃、同じコヴェントリーの新興メーカーであるジャガーが、量産車のスタンダードのパワーユニットをベースにスタイリッシュな低価格中級車を送り出し、直接の脅威となってきた。
打開策の一つとしてエンジン種類の集約が検討され、1934-35年に社内の技術者レイモンド・ヒュー・ローズ(Raymond Hugh Rose)の手で新型エンジンが開発された。この新型エンジンは、直列4気筒3ベアリングの1.5リッターと2.5リッターである。後者は、当時のイギリスでは珍しい大排気量4気筒で「ビッグ・フォー」と呼ばれた。パーシー・ライレー流のユニークなヘミヘッドツインカムOHV機構は、ローズの新エンジンにも継承された。
イギリスでは1930年代前半まで中級車向けエンジンには低振動の直列6気筒がもてはやされ、ライレーも含めて1300～1700ccクラスにも6気筒が珍しくなかったが、1930年代中期になるとエンジンのフローティング・マウントが実用となり、設計と搭載方法さえ良ければ4気筒エンジンでも相当に振動を抑えられるようになってきていた。これを背景に、パーシーが設計した在来6気筒エンジンや、「オートヴィア」用エンジンとして開発されていたV型8気筒エンジン（ナイン用4気筒2基の組み合わせ設計）に代わるものとして、ローズは4気筒を採用したのである。なおローズはほどなくライレーを退社し、独立系の小規模中級車メーカーであるリー・フランシスに移籍、ライレー用とほとんど同じレイアウトのエンジンを設計した。
1937年、経営困難に陥っていたライレーは他社との提携を考えるようになる。1932年のモータースポーツでの成功のピークでワークスとしての活動を中止していたものの、ブルックランズ系のERAへのエンジン供給は続けていた。高性能小型車メーカーとしての名声は、ライレーを支える数少ないプラス材料だった。
当時、ドイツ・ミュンヘンのBMWから英国で活動するための提携の申し出を受けたが、ライレーは自国の会社との提携を要望しており、同じコヴェントリーのトライアンフ・モーター・カンパニーを提携先として適切と考えていた。しかしトライアンフと交渉を進めるにも、すでに経営の行き詰まりが進んで手遅れの状態で、1938年2月には経営破綻、ライレー（コヴェントリー）とオートヴィアは管財人の手に委ねられた。レース界の強豪でもあったコヴェントリーの名門メーカーは、ほどなく、大手の量産車メーカーであるモーリス社を核としたナッフィールドの傘下となった。
一方、ライレー・エンジン・カンパニーはPRモータースと社名を変更（PRはパーシー・ライレーの頭文字である）。エンジンと部品の量産を続けた。しかしながらPRモータース以外のライレーの会社はBMCに吸収されることになる。パーシーは1941年に死去した。
その後、PRモータースはトランスミッション部品の製造も始め、ニューエイジ・トランスミッションズとして現在も操業をつづけている。

## ナッフィールド

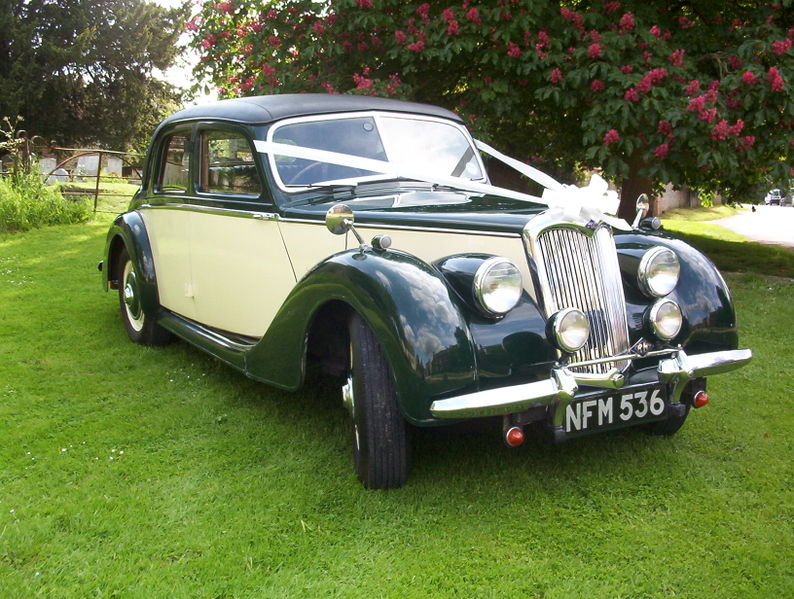
結婚式用に飾りつけされたライレーRMA（1951年）

ライレー（コヴェントリー）とオートヴィアはウィリアム・モーリス（初代ナッフィールド子爵）に143,000ポンドで買収されたが、ビクター・ライレーが引き続き社の運営を任される。これはすぐにウィリアム・モーリスの所有していたモーリス・モーター・カンパニーに1ポンドで売却され、以降モーリス・グループ企業群はナッフィールド・オーガニゼーション（Nuffield Organisation ）とよばれるようになる。
ナッフィールドは会社を早期に黒字化することを急ぎ、採算性に乏しいオートヴィア事業は停止された。経営破綻直前当時、ライレーは量産エンジンをR.H.ローズの設計した新型4気筒2種（1.5Lと「ビッグフォー」2.5L）に集約し、これを搭載したスマートな新型車を開発していたが、高性能な新型エンジンに半自動トランスミッションを装備し、流線型ディテールを取り入れたスマートなニューモデル「ビッグ・フォー」の製造台数は僅かだった。エンジン以外の部品をコストの観点からモーリスと共通化し、「従来のライレーのスポーティなイメージとは遠い、魅力に欠けるスタイルのモデル」と評された「12」「16」が、1940年代初頭の戦時体制移行による民生用車両生産中止まで製作された。
第二次世界大戦が終わると、ライレー・モータースが再興され、1945年には戦前以来の4気筒エンジンを使って、いち早く戦後型のニューモデル「RMシリーズ」を発表した。ボディ・シャーシとも専用設計され、戦前最盛期のライレーにも比肩する内容を備えたモデルである。RMAでは1.5Lエンジンを、RMBではビッグフォー2.5を搭載した。このRMシリーズは、『すてきなドライブ (Magnificent Motoring)』というキャッチコピーのもと、ナッフィールドの上級車として販売された。伝統的な木骨ボディを用いたスマートで上質な中級車だったが、画期的だったのはフロントサスペンションがトーションバーとウィッシュボーンによる独立懸架で、ステアリングもラック&ピニオンになるなど近代化されていた点であった。これは1934年発表のシトロエン・トラクシオン・アバンの影響を受けたものである。
ビクター・ライレーは1947年にナッフィールドを去った。コヴェントリーのライレー工場は生産を停止し、ライレー車の生産は同じナッフィールド系であるMGのアビントン工場（Abingdon ）に統合された。
ナッフィールドのブランドは、ゼネラル・モーターズ式のフルライン方式に再構成され、モーリスが低価格車、MGがスポーツカー、ウーズレーが高級車という位置づけとなった。しかしバンデン・プラとライレーも最高級の位置づけで重複し、しかもナッフィールドは既存ユーザーの離反を恐れて各ブランドを維持し続けたため、結果としてブランド戦略に混乱をきたした。

## ブリティッシュ・モーター・コーポレーション

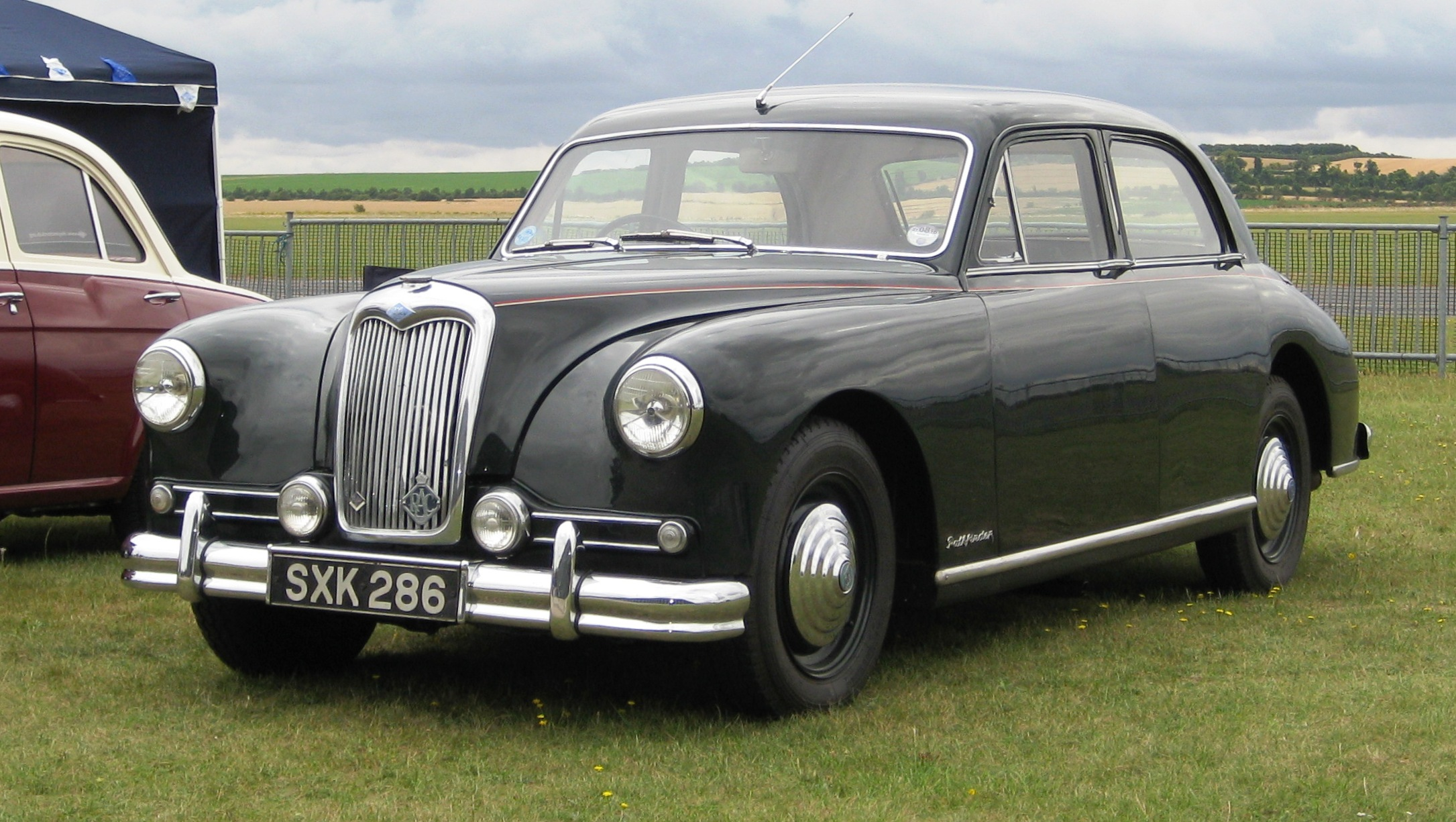
パスファインダー（1956年）ライレー・ツインカムエンジンを積んだ最後のモデルとなった

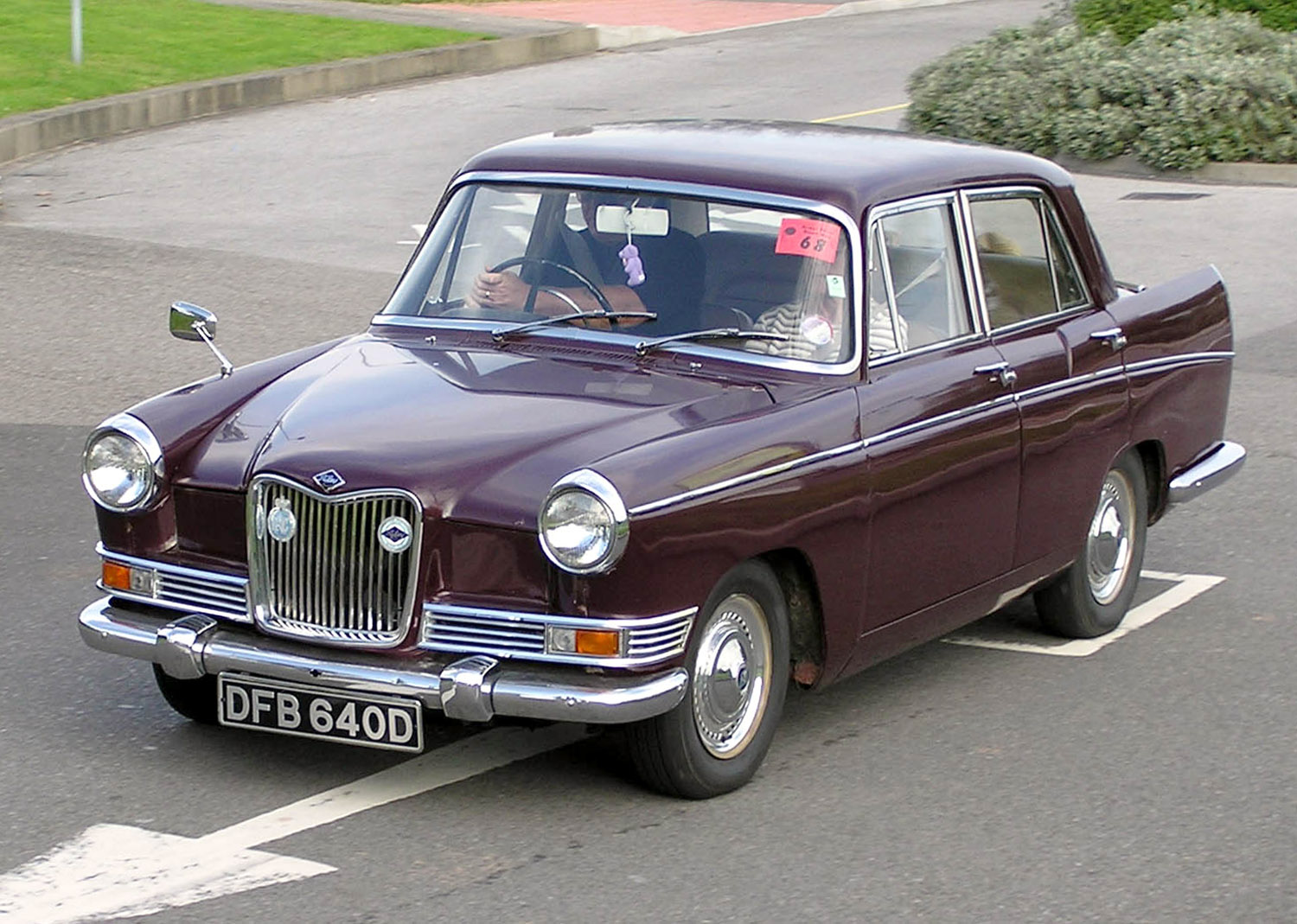
4/72（1965年）

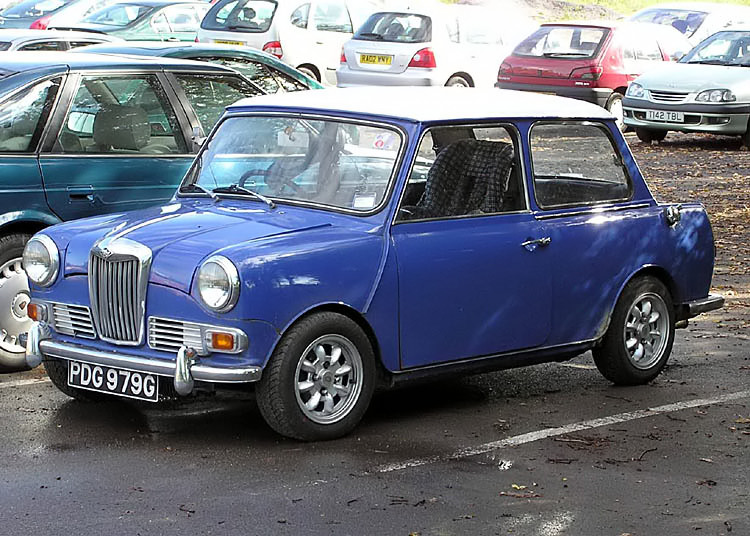
エルフMk3V12（1968年

1952年にはナッフィールドとオースチン・モーター・カンパニーが合併し、ブリティッシュ・モーター・コーポレーション（BMC）となった。
この結果、ブランド戦略の混乱・錯綜と、プロダクション・モデルの特徴希薄化は救いがたいものとなった。ライレーはMGとウーズレーの間に置かれ、ライレーモデルのほとんどはオースチン/モーリスで設計された車のバッジエンジニアリング、つまり姉妹車となってしまった。
BMCでの代表的なライレー車としては、ナッフィールド時代から開発が進められ、1953年から生産されたライレー・パスファインダーがあげられる。これはライレー2.5L4気筒エンジンを搭載し、ライレーRMシリーズの後継となった。イタリアン・デザインの影響を受けながら構築されたフルワイズ・フラッシュサイドのオールスチールボディは、ナッフィールドに所属していたジェラルド・パーマーによる社内デザインである。これはボディを共用して別エンジンを搭載し、内外装を若干変更したウーズレー・6/90のベースともなっている。
しかし伝統あるライレー・ツインカムは動弁・吸排気系が両側に配置され、加工箇所も多いため、高性能だが基本的に大量生産に不向きな高コストエンジンであった。対して戦後開発されたBMC標準エンジン（オースチン系の設計で4気筒のAシリーズ・Bシリーズ、モーリス系の設計で6気筒のCシリーズ）はいずれも構造単純なターンフローOHVで、エンジン片側に動弁系一切が集約され、当時のトランスファーマシンでも一括加工しやすかった。この結果BMCは、旧ナッフィールド系各車に混在していたサイドバルブ（モーリス系実用小型車などが搭載）、SOHC（ウーズレー・MGなどが搭載）、そしてライレー・ツインカムOHVなど雑多なエンジンを合理化対象にして製造中止し、1950年代後半までには大排気量6気筒エンジンを搭載していた一部の最高級モデル（オースチンA135シリーズなど。Cシリーズよりも大型のエンジンを商用車と共用していた）を除いて、ほとんどの量産車種をA・B・Cいずれかの標準エンジン搭載に集約してしまった。
このため1957年以降パスファインダーはウーズレー6/90とのエンジン面での違いもなくなり、内外装に僅かな差別化が見られるだけのライレー・ 2.6（ツー・ポイント・シックス）という名前の姉妹車となった。
2.6は大戦後唯一の6気筒ライレーではあったが、そのエンジンは量産性と汎用性だけがとりえで性能面ではいささか凡庸鈍重なCシリーズエンジンであり、それ以前のビッグフォー2.5より性能は低下した。これがライレー最後の大型モデルであったが、1959年5月には生産終了した。長年の経緯から名ばかりが残ったようなライレーとウーズレーは小型車が主流となり、ライレーは2L以下のセグメントに収斂された。
1957年、ライレー・1.5（ワン・ポイント・ファイブ）とウーズレー・1500が登場した。シャーシ設計の優れた1000cc級小型車モーリス・マイナーのフロアパネルを利用し、フルワイズの丸みのあるボディに1クラス上の1500ccエンジンを搭載したウーズレーとライレーの姉妹車である。外見は共通だったがライレーはよりスポーティな車として宣伝された。このシリーズは小型車レースでも大いに活躍したが、生産期間は長くなかった。
1959年4月でのライレーの最上級はライレー・4/68（シックスティ・エイト） サルーン。今回はMGマグネット・マークIII とウーズレー・15/60と姉妹車だった。1961年には全車共にモデルチェンジされ、ライレー・4/76（セブンティ・シックス）となる。4/68、4/70はオースチンA50系のバッジエンジニアリングともいうべきもので、内外装の仕上げはともかく、骨格と性能はきわめて凡庸な実用セダンに過ぎず、スポーティさとは程遠い車であった。
最後のライレーとなったのは、1960年代、Miniベースで作られたライレー・エルフ (Elf)および、Miniの上位モデルに当たるADO16シリーズの一つライレー・ケストレルである。もちろんこれにも（ライレーと同じく惰性で残されていたような）ウーズレーの姉妹モデルがありウーズレー・ホーネット・ウーズレー・1100/1300と称した。今回は外見が異なり、中身が一緒となっていた。
これら最後のライレーとなったバッジエンジニアリングモデルの生産終了は1969年だった。以後ブランドは休止状態である。
1994年、ローバー・グループが BMW に買収された。Mini が BMW/MINI となり、BMW はトライアンフとライレーのブランド商標権をも保持することになった。
BMWは、長く生産されてブランド性の高いMINIをBMW/MINIとして復活させたが、ライレーの空白期間はあまりにも長く、近い将来にライレーが復活する見込みは立っていない。

## 車種一覧
ライレー・モデル一覧

### 第一次世界大戦以前
- 1907-1911 ライレー 9
- 1907-1907 ライレー 12
- 1909-1914 ライレー 10
- 1908-1914 ライレー 12/18
- 1915-1916 ライレー 10

### 戦時中
- 1913-1922 ライレー 17/30
- 1919-1924 ライレー イレブン
- 1925-1928 ライレー トゥエルブ
- 1926-1937 ライレー ナイン
- 1927-1931 ライレー ブルックランズ
- 1928-1937 ライレー シックス
- 1929-1934 ライレー 14/6
- 1933-1935 ライレー 12/6
- 1934-1935 ライレー Imp
- 1934-1935 ライレー MPH
- 1935-1938 ライレー 15/6
- 1935-1938 ライレー 1.5
- 1936-1938 ライレー スプライト
- 1936-1938 ライレー 8/90
- 1937-1938 ライレー ビッグ・フォー
- 1939-1940 ライレー 12
- 1939-1940 ライレー 16

### 戦後
- ロードスター
  - 1948-1951 RMC
  - 1949-1951 RMD
- ミッド・サイズ
  - 1945-1952 RMA
  - 1952-1955 RME

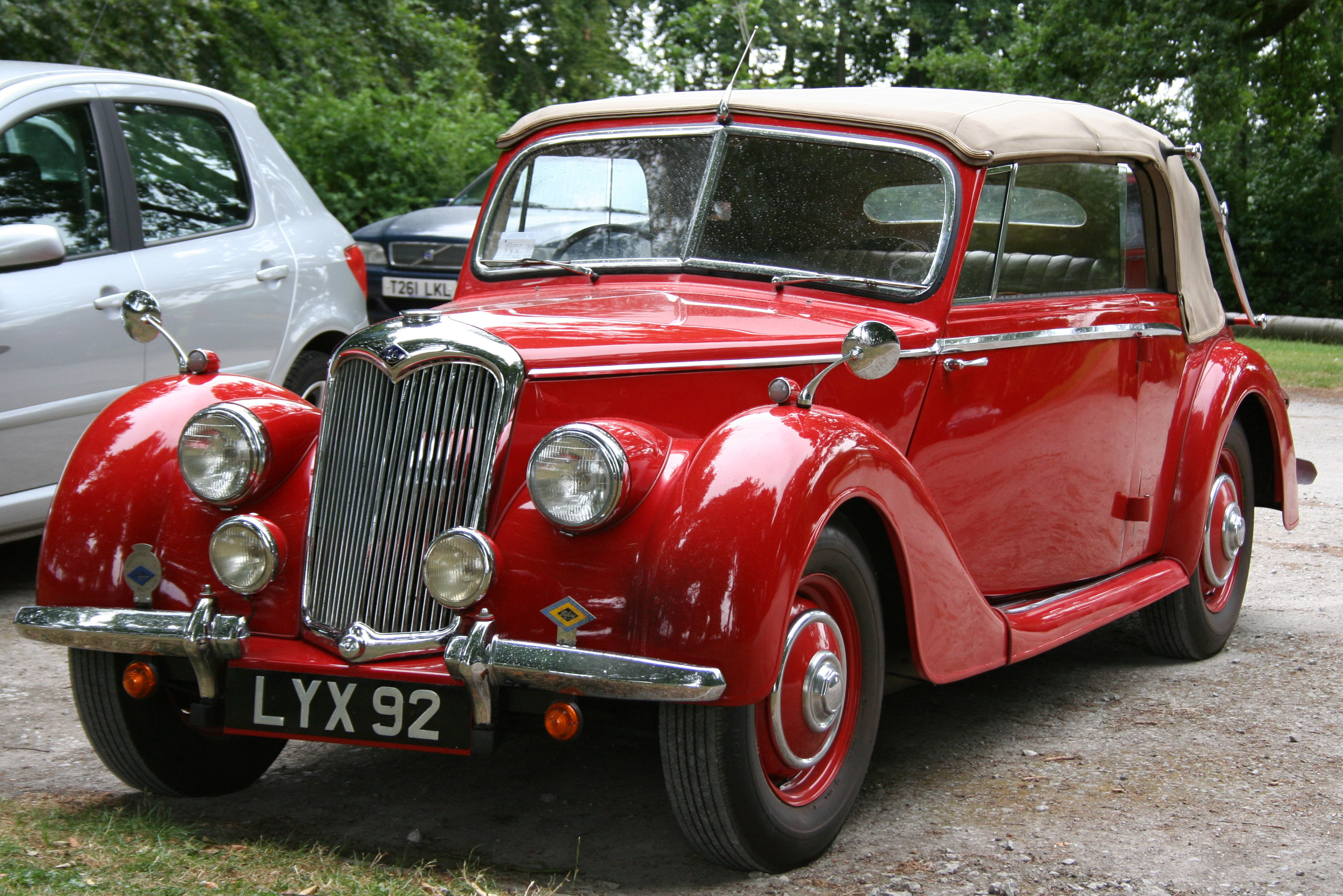
Riley RMD

  - 1957-1965 1.5 (One-Point-Five:ワン・ポイント・ファイブ) (ウーズレー 1500)
  - 1959-1961 4/68 (Sixty-Eight:シックスティ・エイト) (ウーズレー 15/60)
  - 1961-1969 4/72 (Seventy-Two:セブンティ・トゥ) (ウーズレー 16/60)
- ラージ・サイズ
  - 1946-1952 RMB
  - 1952-1953 RMF
  - 1953-1957 パスファインダー (ウーズレー 6/90)
  - 1958-1959 Two-Point-Six(ツー・ポイント・シックス) (ウーズレー 6/90)
- ミニ
  - 1961-1969 Elf (Mini)
- コンパクト
  - 1965-1969 ライレー ケストレル/1300 (モーリス 1100)